# Anaspis balthasari
Anaspis balthasari là một loài bọ cánh cứng trong họ Scraptiidae. Loài này được Roubal miêu tả khoa học năm 1935.